# Джессика Джонс (телесериал)
«Дже́ссика Джонс» (англ. Jessica Jones, или англ. Marvel’s Jessica Jones, ранее называвшийся «Изве́стная как Джессика Джонс» англ. A.K.A. Jessica Jones) — американский телесериал, созданный Мелиссой Розенберг и основанный на одноимённом персонаже комиксов Marvel, главную роль в котором исполнила Кристен Риттер. Продюсированием занимаются студии Marvel Television и ABC Studios, а показ осуществляется через потоковый видеосервис Netflix. «Джессика Джонс» входит в кинематографическую вселенную Marvel и является вторым из серии сериалов (первый телесериал — «Сорвиголова»), которые объединятся в кроссоверный мини-сериал «Защитники». Шоураннером сериала выступает Мелисса Розенберг. Премьера всех серий состоялась 20 ноября 2015 года.
Сериал официально продлён на второй сезон 17 января 2016 года, релиз которого состоялся после завершения работы над мини-кроссовером «Защитники». Премьера всех серий второго сезона состоялась на Netflix 8 марта 2018 года. Сериал продлён на третий сезон. 18 февраля 2019 года Netflix объявил, что сериал официально закрыт, и третий сезон будет для него последним. Третий сезон вышел 14 июня 2019 года.
В России премьера телесериала состоялась 9 января 2019 года на телеканале Sony Sci-Fi.

## Сюжет
После трагических событий, оборвавших короткую супергеройскую карьеру Джессики Джонс, девушка пытается восстановить свою личную жизнь и начать карьеру частного детектива, но всё меняется, когда в жизнь бывшей героини врывается мужчина из её прошлого, способный контролировать разум людей.

## В ролях
= Главная роль в сезоне
     = Второстепенная роль в сезоне
     = Гостевая роль в сезоне
     = Роль сыграна другим актёром
     = Не появляется

### Главные роли
| Кристен Риттер  | Джессика Джонс / Воительница   | 13 | 13 | 13 | 39 |
| Майк Колтер     | Карл Лукас / Люк Кейдж / Силач | 7  |    | 1  | 8  |
| Рэйчел Тейлор   | Патриция Уокер                 | 12 | 13 | 13 | 38 |
| Уил Трэвэл      | Уилл Симпсон                   | 8  | 2  |    | 10 |
| Эрин Мориарти   | Хоуп Шлоттман                  | 7  |    |    | 7  |
| Эка Дарвилл     | Малкольм Дюкассе               | 12 | 10 | 13 | 35 |
| Кэрри-Энн Мосс  | Джерин Хогарт                  | 10 | 11 | 13 | 34 |
| Дэвид Теннант   | Кевин Томпсон / Киллгрейв      | 11 | 1  | 1  | 13 |
| Джей Ар Рамирес | Оскар Арохо                    |    | 10 | 1  | 11 |
| Терри Чен       | Прайс Ченг                     |    | 6  |    | 6  |
| Леа Гибсон      | Инес Грин                      |    | 8  |    | 8  |
| Джанет Мактир   | Алиса Джонс                    | 1  | 11 |    | 12 |
| Бенджамин Уокер | Эрик Гельден                   |    |    | 10 | 10 |
| Сарита Чоудхури | Кит Лайон                      |    |    | 7  | 7  |
| Джереми Бобб    | Грегори Сэлинджер              |    |    | 9  | 9  |
| Тиффани Мак     | Зайя Оконджо                   |    |    | 9  | 9  |
| Всего эпизодов  | Всего эпизодов                 | 13 | 13 | 13 | 39 |

### Второстепенные роли
| Актёр                  | Персонаж          | Появление в сезонах | Появление в сезонах | Появление в сезонах | Появление в сезонах | Появление в сезонах |
| Актёр                  | Персонаж          | 1                   | 2                   | 3                   | Эпизоды             |                     |
| ---------------------- | ----------------- | ------------------- | ------------------- | ------------------- | ------------------- | ------------------- |
| Сьюзи Абромейт         | Пэм               | 8                   |                     |                     | 8                   |                     |
| Робин Вейгерт          | Венди Росс-Хогарт | 7                   |                     |                     | 7                   |                     |
| Киран Малкер           | Рубен             | 4                   |                     |                     | 4                   |                     |
| Кларк Питерс           | Оскар Клемонс     | 4                   |                     |                     | 4                   |                     |
| Колби Минифи           | Робин             | 5                   |                     |                     | 5                   |                     |
| Даниэль Ферланд        | Клэр              | 4                   |                     |                     | 4                   |                     |
| Гиллиан Гласко         | Эмма              | 4                   |                     |                     | 4                   |                     |
| Райан Фаррел           | Джексон           | 5                   |                     |                     | 5                   |                     |
| Пол Прис               | Дональд           | 5                   |                     |                     | 5                   |                     |
| Лиза Эмери             | Луиза Томпсон     | 4                   |                     |                     | 4                   |                     |
| Майкл Сайбери          | Альберт Томпсон   | 5                   |                     |                     | 5                   |                     |
| Ребекка Де Морней      | Дороти Уокер      | 3                   | 5                   | 5                   | 13                  |                     |
| Хэл Озсан              | Гриффин Синклер   |                     | 6                   |                     | 6                   |                     |
| Каллум Кит Ренни       | Карл Малус        |                     | 7                   |                     | 7                   |                     |
| Кевин Чакон            | Эставидо Арохо    |                     | 6                   | 1                   | 7                   |                     |
| Джон Вентимилья        | Эдди Коста        |                     | 6                   | 8                   | 14                  |                     |
| Лиза Тарпс             | Рут Сандэй        |                     | 6                   |                     | 6                   |                     |
| Мори Гинсберг          | Стивен Беновидтц  |                     | 4                   | 1                   | 5                   |                     |
| Энджел Десаи           | Линда Чао         |                     | 3                   |                     | 3                   |                     |
| Эйден Марришоу         | Шейн Рибак        |                     | 4                   |                     | 4                   |                     |
| Рейчел Маккеон         | Чар               |                     | 1                   | 8                   | 9                   |                     |
| Аниш Шетх              | Джиллиан          |                     |                     | 9                   | 9                   |                     |
| Джессика Франсес Дьюкс | Грейс             |                     |                     | 6                   | 6                   |                     |
| Джейми Нейман          | Брианна Гельден   |                     |                     | 5                   | 5                   |                     |
| Всего эпизодов         | Всего эпизодов    | 13                  | 13                  | 13                  | 39                  |                     |

## Эпизоды

### Сезон 1 (2015)
| № общий | № в сезоне | Название                                           | Режиссёр            | Автор сценария                                                                           | Дата премьеры  |
| ------- | ---------- | -------------------------------------------------- | ------------------- | ---------------------------------------------------------------------------------------- | -------------- |
| 1       | 1          | «Дамский вечер» «AKA Ladies Night»                 | С. Дж. Кларксон     | Мелисса Розенберг                                                                        | 20 ноября 2015 |
| 2       | 2          | «Краш-синдром» «AKA Crush Syndrome»                | С. Дж. Кларксон     | Михей Шрафт                                                                              | 20 ноября 2015 |
| 3       | 3          | «Это называется виски» «'AKA It's Called Whiskey'» | Дэвид Петрарка      | Сюжет : Лиз Фридман Телесценарий : Скотт Рейнольдс                                       | 20 ноября 2015 |
| 4       | 4          | «99 друзей» «AKA 99 Friends»                       | Дэвид Петрарка      | Хилли Хикс-мл.                                                                           | 20 ноября 2015 |
| 5       | 5          | «Меня спас сэндвич» «AKA The Sandwich Saved Me»    | Стивен Сёрджик      | Дана Баратта                                                                             | 20 ноября 2015 |
| 6       | 6          | «Вы победитель!» «'AKA You're a Winner'»           | Стивен Сёрджик      | Эдвард Райкот                                                                            | 20 ноября 2015 |
| 7       | 7          | «Отборные извращенцы» «Top Shelf Perverts»         | Саймон Келлан Джонс | Дженна Рибак и Михей Шрафт                                                               | 20 ноября 2015 |
| 8       | 8          | «Что бы сделала Джессика?» «AKA WWJD?»             | Саймон Келлан Джонс | Скотт Рейнольдс                                                                          | 20 ноября 2015 |
| 9       | 9          | «Скамья штрафников» «AKA Sin Bin»                  | Джон Дал            | Джейми Кинг и Дана Баратта                                                               | 20 ноября 2015 |
| 10      | 10         | «1000 ран» «AKA 1,000 Cuts»                        | Розмари Родригес    | Дана Баратта и Михей Шрафт                                                               | 20 ноября 2015 |
| 11      | 11         | «Меня одолела тоска» «'AKA I've Got the Blues'»    | Ута Бризевиц        | Скотт Рейнольдс и Лиз Фридман                                                            | 20 ноября 2015 |
| 12      | 12         | «Вставай в очередь» «AKA Take a Bloody Number»     | Билли Гирхарт       | Хилли Хикс Мл.                                                                           | 20 ноября 2015 |
| 13      | 13         | «Улыбнись» «AKA Smile»                             | Майкл Раймер        | Сюжет : Джейми Кинг и Скотт Рейнольдс Телесценарий : Скотт Рейнольдс и Мелисса Розенберг | 20 ноября 2015 |

### Сезон 2 (2018)
| № общий | № в сезоне | Название                                                                          | Режиссёр            | Автор сценария                                         | Дата премьеры |
| ------- | ---------- | --------------------------------------------------------------------------------- | ------------------- | ------------------------------------------------------ | ------------- |
| 14      | 1          | «Начнём сначала» «AKA Start at the Beginning»                                     | Анна Ферстер        | Мелисса Розенберг                                      | 8 марта 2018  |
| 15      | 2          | «Несчастный случай» «AKA Freak Accident»                                          | Минки Спиро         | Айда Машака Кроаль                                     | 8 марта 2018  |
| 16      | 3          | «Единственная выжившая» «AKA Sole Survivor»                                       | Майрзи Алмас        | Лиза Рэндольф                                          | 8 марта 2018  |
| 17      | 4          | «Да поможет Господь бродяге» «AKA God Help the Hobo»                              | Дебора Чоу          | Джек Кенни                                             | 8 марта 2018  |
| 18      | 5          | «Осьминог» «AKA The Octopus»                                                      | Миллисент Шелтон    | Джейми Кинг                                            | 8 марта 2018  |
| 19      | 6          | «Фейстайм» «AKA Facetime»                                                         | Джет Уилкинсон      | Раэль Такер                                            | 8 марта 2018  |
| 20      | 7          | «I Want Your Cray Cray» «AKA I Want Your Cray Cray»                               | Дженнифер Гетцингер | Хилли Хикс-мл.                                         | 8 марта 2018  |
| 21      | 8          | «Разве нам не весело» «'AKA Ain't We Got Fun'»                                    | Зетна Фуэнтес       | Гейб Фонсека                                           | 8 марта 2018  |
| 22      | 9          | «Акула в ванной, монстр в постели» «AKA Shark in the Bathtub, Monster in the Bed» | Розмари Родригес    | Дженни Клейн                                           | 8 марта 2018  |
| 23      | 10         | «Свиная отбивная» «AKA Pork Chop»                                                 | Ниса Хардиман       | Айда Машака Кроаль                                     | 8 марта 2018  |
| 24      | 11         | «Три жизни и подсчёт» «AKA Three Lives and Counting»                              | Дженнифер Линч      | Джек Кенни и Лиза Рэндольф                             | 8 марта 2018  |
| 25      | 12         | «Помолитесь за мою Пэтси» «AKA Pray for My Patsy»                                 | Лиз Фридлендер      | Раэль Такер и Хилли Хикс-мл.                           | 8 марта 2018  |
| 26      | 13         | «Плейленд» «AKA Playland»                                                         | Ута Бризевиц        | Сюжет : Джесси Харрис Телесценарий : Мелисса Розенберг | 8 марта 2018  |

### Сезон 3 (2019)
| № общий | № в сезоне | Название                                                                 | Режиссёр            | Автор сценария                                                                         | Дата премьеры |
| ------- | ---------- | ------------------------------------------------------------------------ | ------------------- | -------------------------------------------------------------------------------------- | ------------- |
| 27      | 1          | «Идеальный бургер» «A.K.A The Perfect Burger»                            | Майкл Леманн        | Мелисса Розенберг                                                                      | 14 июня 2019  |
| 28      | 2          | «Добро пожаловать» «'A.K.A You're Welcome'»                              | Кристен Риттер      | Хилли Хикс-мл.                                                                         | 14 июня 2019  |
| 29      | 3          | «У меня нет селезёнки» «A.K.A I Have No Spleen»                          | Антон Кроппер       | Лиза Рэндольф                                                                          | 14 июня 2019  |
| 30      | 4          | «Обслуживание клиентов наготове» «A.K.A Customer Service is Standing By» | Лизль Томми         | Джейми Кинг                                                                            | 14 июня 2019  |
| 31      | 5          | «Я желаю» «A.K.A I Wish»                                                 | Мэйрзи Алмас        | Дж. Холтэм                                                                             | 14 июня 2019  |
| 32      | 6          | «Лицо сожаления» «A.K.A Sorry Face»                                      | Тим Якофано         | Джесси Харрис                                                                          | 14 июня 2019  |
| 33      | 7          | «Двойной Полу-Ваппингер» «A.K.A The Double Half-Wappinger»               | Ларри Тенг          | Нэнси Вон                                                                              | 14 июня 2019  |
| 34      | 8          | «Дружелюбная камера» «A.K.A Camera Friendly»                             | Стивен Сёрджик      | Скотт Рейнольдс                                                                        | 14 июня 2019  |
| 35      | 9          | «Я сделал что-то сегодня» «A.K.A I Did Something Today»                  | Дженнифер Гетцингер | Лиза Рэндольф                                                                          | 14 июня 2019  |
| 36      | 10         | «Штаны героя» «A.K.A Hero Pants»                                         | Сэнфорд Букстейвер  | Хилли Хикс-мл. и Джейми Кинг                                                           | 14 июня 2019  |
| 37      | 11         | «Адская Кошка» «A.K.A Hellcat»                                           | Дженнифер Гетцингер | Джейн Эспенсон                                                                         | 14 июня 2019  |
| 38      | 12         | «Много червей» «A.K.A A Lotta Worms»                                     | Сара Бойд           | Скотт Рейнольдс                                                                        | 14 июня 2019  |
| 39      | 13         | «Всё» «A.K.A Everything»                                                 | Ниса Хардимен       | Сюжет : Мелисса Розенберг и Нэнси Вон Телесценарий : Мелисса Розенберг и Лиза Рэндольф | 14 июня 2019  |

## Производство

### Разработка
В 2010 году Мелисса Розенберг приступила к разработке телевизионного сериала по мотивам комиксов «Шпионка» для канала ABC. В ноябре 2011 года Розенберг сообщила, что сериал, получивший название «Известная как Джессика Джонс», сосредоточится на одноимённом персонаже комиксов Marvel, и планировала его выпустить осенью 2012 года. Розенберг говорила: «Мне нравится этот персонаж. Это невероятно разбитый, тёмный, сложный женский персонаж, который может надрать задницу». Она также добавила, что Люк Кейдж станет частью телесериала. Позже, в этом же месяце, Розенберг сообщила, что сериал будет частью кинематографической вселенной Marvel. В мае 2012 года президент телеканала ABC, Пол Ли, сообщил, что канал продаёт права на показ телесериала. Позже, в этом же году, Розенберг сообщила, что правами на показ сериала «Известная как Джессика Джонс» интересуются другие телеканалы. Она сказала: «Я не знаю, является ли сериал собственностью ABC, возможно он выйдет на кабельном телеканале. Комикс „Шпионка“ является первой графической новеллой, ориентированной на взрослую аудиторию. Я немного „смягчила“ сценарий для телеканала, но его очень, очень легко перенести на кабельное телевидение. Очень легко.».
В октябре 2013 года Deadline сообщил, что Marvel готовит четыре драматических сериала и один мини-сериал, совокупностью в 60 эпизодов, для показа на сервисах «Видео по запросу» (Video on demand) и кабельных каналах, которыми заинтересовались Netflix, Amazon Prime Video и WGN America. Через несколько недель, Marvel и Disney анонсировали, что Netflix покажет игровые сериалы о Сорвиголове, Джессике Джонс, Железном кулаке и Люке Кейдже, и заканчивая общим мини-сериалом, основанном на комиксах о «Защитниках». Розенберг согласилась написать сценарий и разработать новое переосмысление сериала, переработав сценарий оригинального комикса. Сериал будет состоять из 13 серий длительностью в 60 минут.
В декабре 2014 года было объявлено официальное название сериала — «Известная как Джессика Джонс» (A.K.A. Jessica Jones). Однако, в июне 2015 года Marvel объявила, что официальное название сериала сокращено до «Джессика Джонс» (Marvel’s Jessica Jones).
В январе 2015 года главный операционный директор Netflix, Тэд Сарандос, сообщил, что «сериал приемлем, чтобы получить больше сезонов» и Netflix посмотрел бы «как хорошо они вливаются в общую вселенную Marvel» в терминах определения, если бы дополнительные сезоны были подходящими.

### Подбор актёров
В августе 2014 года Тэд Сарандос сообщил о ходе работ над производством сериала, «Прямо сейчас комнаты сценаристов открыты и идёт кастинг на роль Джессики Джонс». В ноябре 2014 года Кристен Риттер, Александра Даддарио, Тереза Палмер, Джессика Де Гау и Марин Айрлэнд проходили кастинг на роль Джессики Джонс. Также Лэнс Гросс, Майк Колтер и Клео Энтони пробовались на роль Люка Кейджа, повторяющуюся роль до своего собственного сериала.
В декабре 2014 года Кристен Риттер была выбрана на роль Джессики Джонс. Кандидатуры Риттер и Палмер были заключительными в прослушивании на роль Джессики Джонс в паре с Майком Колтером. Позже, в этом же месяце, Колтер получил роль Люка Кейджа. В следующем месяце Дэвид Теннант получил роль Килгрейва и Рэйчел Тейлор получила роль Патриции (Триш) Уокер. В начале февраля 2015 года Кэрри-Энн Мосс получила роль Харпер. Позже в том месяце Эка Дарвилл, Эрин Мориарти и Уил Трэвэл получили роли Малкольма, Хоуп и офицера полицейского участка Нью-Йорка соответственно. В июле 2015 года на международном ежегодном фестивале Comic-Con шоураннер сериала Мелисса Розенберг сообщила, что Розарио Доусон, исполняющая роль Клэр Тэмпл в другом сериале Marvel Television / Netflix «Сорвиголова», сыграет свою роль и в «Джессике Джонс».

### Дизайн
Вступительным титрам к сериалу послужила художественная работа Дэвида Мака, художника оригинальной обложки комикса «Шпионка».

### Съёмки
В феврале 2014 Marvel анонсировала, что съёмки сериала «Джессика Джонс» будут проходить в Нью-Йорке. В апреле 2014 года главный редактор Marvel Comics, Джо Кесада, сообщил, что съёмки будут проходить в областях Бруклина и Лонг Айлэнда. Они все ещё напоминают век Адской Кухни. Сериал ушёл в работу в феврале 2015 года в Бронксе, в Колледже Леман с рабочим названием «Violet». В августе 2015 года съёмки 1 сезона сериала официально завершены.

### Визуальные эффекты
Визуальные эффекты разработаны студией Shade VFX (Нью-Йорк), которая также работала над сериалом «Сорвиголова».

## Показ
«Джессика Джонс» был выпущен 20 ноября 2015 года через потоковый видеосервис Netflix. Все 13 серий были выпущены мгновенно, в отличие от традиционного сериального формата. Такая практика «просмотра всех серий залпом» (binge-watching) имела успех и для других проектов Netflix.

## Дальнейшие планы
«Джессика Джонс» стал вторым из серии таких телесериалов, как «Сорвиголова», «Железный Кулак» и «Люк Кейдж», которые объединятся в кроссоверный мини-сериал «Защитники», а также телесериала «Каратель». В ноябре 2013 года глава Disney Боб Игер сообщил, что если персонажи станут популярными на Netflix, не исключено, что они смогут превратиться в полнометражные фильмы.